# Dan Donnelly

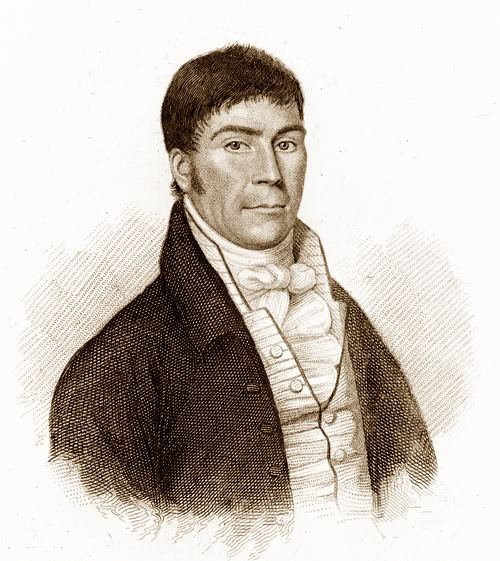
Dan Donnelly

Dan Donnelly (* März 1788 in Dublin, Irland; † 18. Februar 1820 ebenda) war ein irischer Boxer in der Bare-knuckle-Ära. Er wurde im Jahre 2008 in die International Boxing Hall of Fame aufgenommen. Donnelly wurde durch seine legendären Kämpfe gegen englische Gegner und seinen Status als Volksheld berühmt.

## Biografie

### Frühes Leben
Dan Donnelly wurde im Hafenviertel von Dublin als ältestes überlebendes Kind einer armen Familie geboren. Sein Vater war Zimmermann, jedoch häufig krank und arbeitslos, sodass Dan schon früh selbst als Zimmermann arbeiten musste, um die Familie zu unterstützen. Bereits in jungen Jahren wurde er für seine Schlagkraft und als „harter Kerl“ auf den Straßen Dublins bekannt.

### Boxkarriere
Donnellys Talent im Faustkampf verschaffte ihm schnell lokale Bekanntheit. Nach einem spektakulären Sieg über einen Stadtmeister am Grand Canal wurde er zum Champion von Dublin. Sein Ruf führte dazu, dass Captain William Kelly ihn auswählte, um Irland gegen englische Herausforderer zu vertreten.

#### Bedeutende Kämpfe
- 1815: Sieg gegen den englischen Boxer George Cooper im Curragh von Kildare. Der Ort des Kampfes ist heute als „Donnelly’s Hollow“ bekannt.

- 1819: Sieg gegen Tom Oliver in 34 Runden in Crawley Down, Sussex. Damit wurde Donnelly zum ersten irischen Schwergewichts-Champion.[2]

### Bedeutung und Vermächtnis
Donnelly trug maßgeblich dazu bei, das Boxen in Irland populär und gesellschaftlich akzeptierter zu machen. Er wurde als Volksheld gefeiert und gilt als einer der ersten irischen Sportstars. 2008 wurde er posthum in die International Boxing Hall of Fame aufgenommen.

### Späteres Leben und Tod
Nach seiner aktiven Zeit betrieb Donnelly mehrere Pubs in Dublin, die jedoch wenig erfolgreich waren. Er war für seinen ausschweifenden Lebensstil, Glücksspiel und Alkoholkonsum bekannt. Donnelly starb am 18. Februar 1820 im Alter von nur 31 Jahren in Dublin. Sein Grab und der Ort seines größten Sieges sind bis heute Erinnerungsstätten.